# Hal G. Evarts senior
Hal G. Evarts (Hal George Evarts), född 24 augusti 1887 i Topeka, Kansas, USA, död 18 oktober 1934 på ett ångfartyg utanför Rio de Janeiro, Brasilien, var en amerikansk författare.
Evarts skrev western-berättelser på 1920- och 1930-talen. Han arbetade även som redaktör för Saturday Evening Post, var lantmätare i Indianterritoriet, Oklahoma och guide i Wyoming. 1919 var han insnöad på en ranch i Wyoming och skrev då berättelsen Silent Call, utgiven 1920 och filmatiserad vid flera tillfällen. 
År 1923 valdes Evarts som ordförande för Western Writers Associaton i Cody, Wyoming, med syfte att bevara Västerns romantik och fascination.
Evarts var gift med Sylvia Abraham och fick sonen Hal G. Evarts junior, även denne författare och som om sin far skrev biografin Skunk Ranch to Hollywood: the West of Author Hal Evarts, utgiven 1989.